# Ericsson MD110

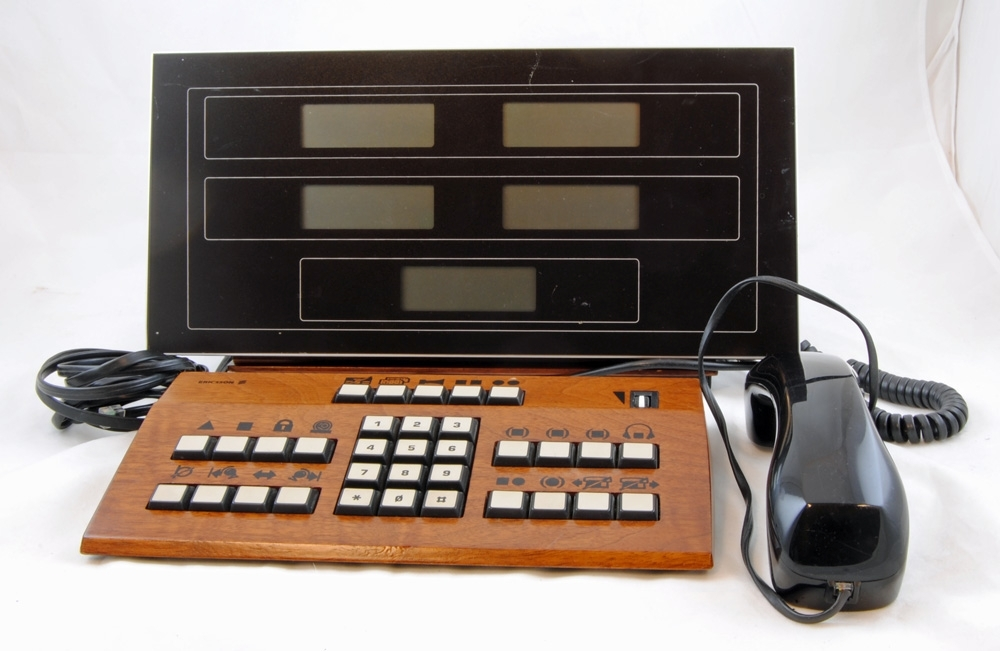
Telefonistapparat för Ericsson MD110.

Ericsson MD110 (uttalas ett-ett-noll) var en abonnentväxel (PBX, private branch exchange) från Ericsson.
Föregångarna till MD110 var de mekaniska ASD551 (baserat på reed-reläer) som kunde hantera 300 anknytningar, ASB100 (baserat på tyristorer) som kunde hantera 100 anknytningar, och ASB900. Dessa hade utvecklats från 1970 och framåt. Ericsson hade redan under tidigt 1970-tal börjat studera en framtida abonnentväxel under arbetsnamnet IPR100.
År 1976 beslöt Televerket att köpa in Northern Telecoms helt digitala abonnentväxel SL-1. För att möta konkurrensen fördjupade Ericsson IPR100-studien, och Ellemtel fick i uppdrag att utveckla IPR100. Chef för utvecklingen blev Gösta Neovius fram till år 1980. Systemet introducerades under namnet MDS110 (Modular Digital System) år 1983 men då MDS var ett varumärke som ägdes av Mohawk Data Systems byttes namnet till MD110. Utvecklingen av MD110 förlades till en Ericsson-anläggning i Bollmora.
När telefonväxlarna introducerades ökade efterfrågan på anslutande informationsprodukter: back office-system i form av datorer, vilket ledde till att Ericsson skapade Ericsson Information Systems (EIS) för att även sälja datorer. Utvecklingen av MD110 blev en del av EIS och försäljningen av systemet började ta fart år 1985. När huvuddelen av EIS såldes till Nokia och Design Funktion A/S år 1988 fick verksamheten med MD110 vara kvar i Ericsson.
I slutet av 2000-talet arbetade ännu 630 personer på Ericsson med MD110 och försäljningen drog in 3 miljarder kronor. Verksamheten för företagsväxlar organiserades då in under affärsområdet Multimedia, där områdeschefen Urban Gillström fått i uppdrag att försöka få verksamheten att passa med Ericssons övriga verksamhet. Detta lyckades inte, mycket beroende på att växlarna såldes genom återförsäljare, och den 18 februari 2008 såldes Ericssons PBX-verksamhet inklusive produkten MD110 till det kanadensiska företaget Aastra Technologies för 650 miljoner kronor.

## Tekniska data

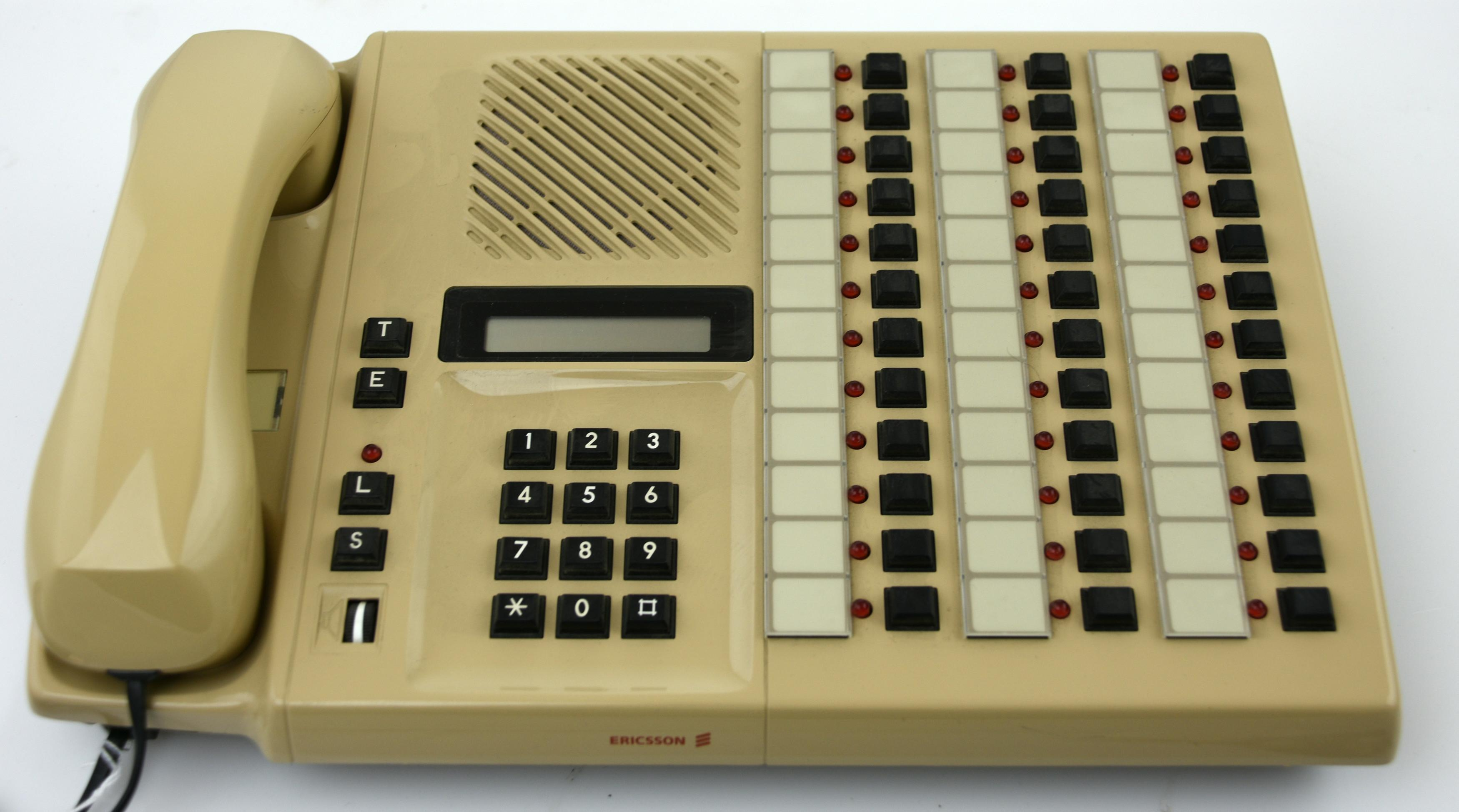
Ericsson Diavox Courier 700 (Logivox) för MD110

MD110 kan konfigureras för att hantera mellan 40 och 10.000 användare på ett företag eller en organisation som delar på ett visst antal fasta telefonlinjer utåt.
Vanliga telefoner kunde anslutas till växeln men Ericsson utvecklade även 1982 en speciell digital telefon med namnet Diavox Courier 700 (oftast kallad Logivox) speciellt anpassad till MD110. Med en speciell tillsats kunde denna telefon kopplas direkt till en terminal och man fick på det viset en kombinerad telefon och dataterminal.
År 1988 såldes växeln i två huvudsakliga varianter
- MD110/20 - en utpräglad företagsväxel som utformats som ett modulärt system där växeln kopplades samman med många digitala telefoner av typen Dialog 2500, eller vanliga analoga telefoner.[7]
- MD110/FS (företagssystem) för banker och finansiella institut. Detta var en modifierad version av MD100/20 med ökad tillgänglighet för tidskritiska finansiella transaktioner. Till detta system gjorde Ericsson speciella telefoner med infällda paneler som hade dedikerade utåtgående linjer för gruppsamtal och kunde lagra viktiga telefonnummer.[8]